# Øya
Pour l’article homonyme, voir Oya.
Øya est un quartier de la ville de Trondheim en Norvège, dans une boucle de la rivière Nidelva, à l'est de Elgeseter et à proximité du centre ville.
On y trouve un campus de l'Université norvégienne de sciences et de technologie, sur le site du centre hospitalier universitaire Saint Olav. Le quartier dispose également de nombreux logements.

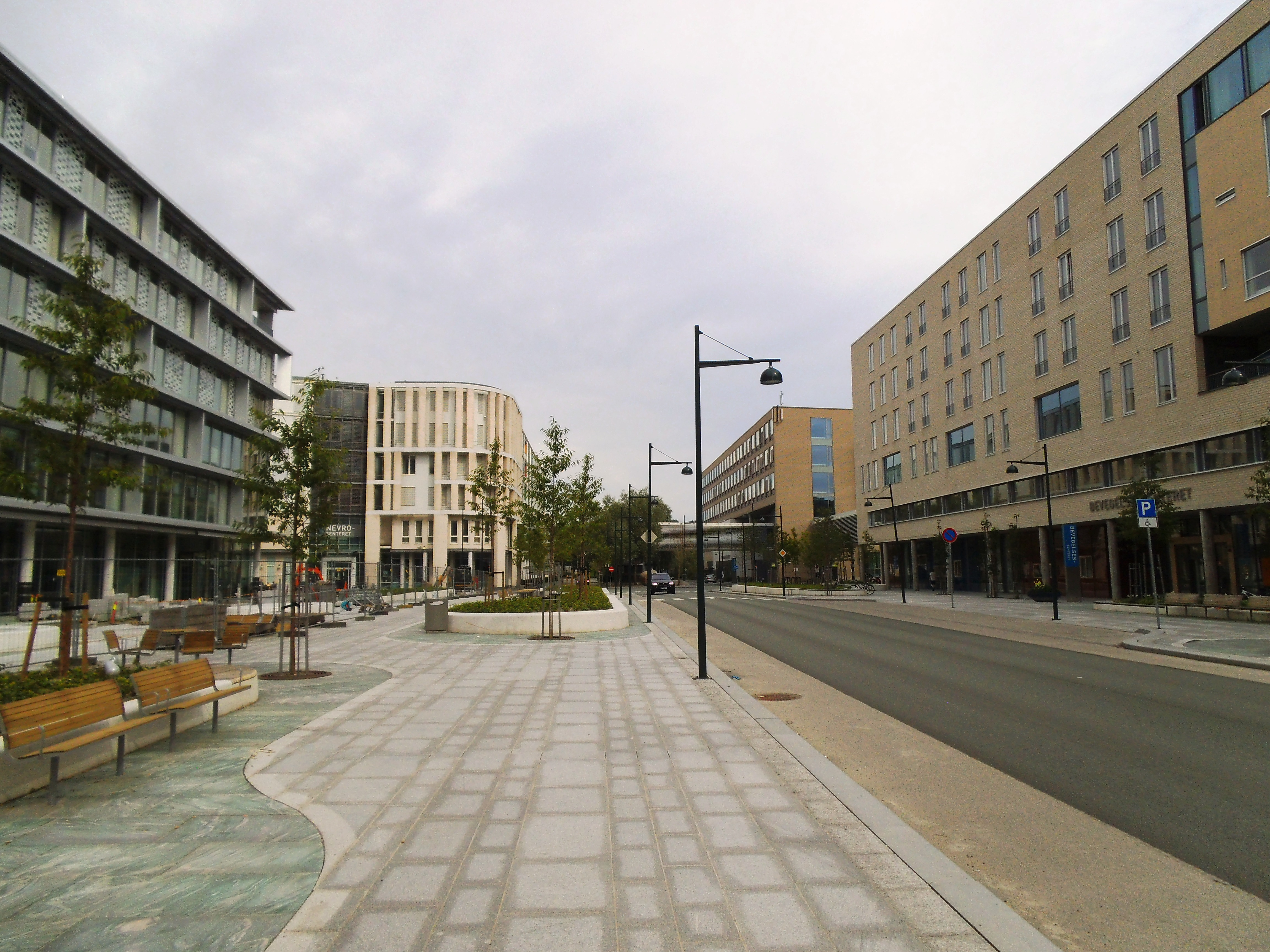
Le centre hospitalier universitaire à Øya
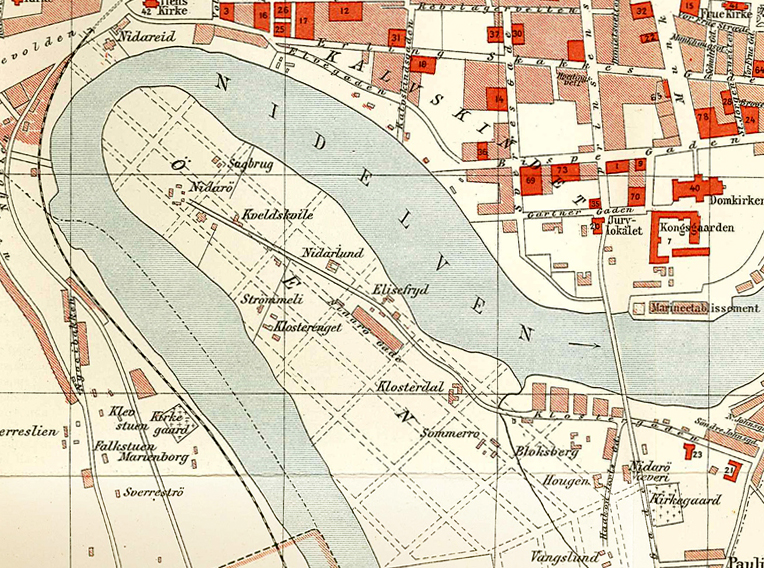
Carte de Øya en 1898